# Altkraftwerk Lippendorf
Das Altkraftwerk Lippendorf war ein mit Braunkohle befeuertes Dampfkraftwerk am Nordwestrand des Ortes Lippendorf der Gemeinde Neukieritzsch im Landkreis Leipzig. Es wurde im Jahr 2000 durch das Neubaukraftwerk Lippendorf ersetzt.

## Geschichte des Kraftwerkstandortes
Der Großtagebau Böhlen wurde 1921 erschlossen. Der Abraum aus dem Aufschluss wurde oberhalb der Ortslage Lippendorf verkippt, so entstand die Hochhalde. Von 1923 bis 1926 erwarb die Aktiengesellschaft Sächsische Werke (ASW) den Grund der Gemarkung Medewitzsch. Im Jahr 1926 begann der Bau des Industriekraftwerkes Böhlen, dabei kam es am 24. Juni 1927 zu einem Dammbruch der Aschespülkippe. Lippendorf wurde teilweise zerstört und musste evakuiert werden. In den Kriegsjahren 1944 und 1945 wurden während der Bombardierung der Böhlener Werke die umliegenden Orte in Mitleidenschaft gezogen.
Ab 1964 mussten Spahnsdorf und Teile von Lippendorf dem Altkraftwerk weichen. Von 1968 bis 2000 wurde das Altkraftwerk Lippendorf betrieben, von 1997 an startete ein schrittweiser Rückbau des Altkraftwerkes. Zwei Jahre zuvor, 1995, begann mit der Grundsteinlegung des Neubaukraftwerkes Lippendorf die Bauphase. Seit 2000 wird das Neubaukraftwerk dauerhaft betrieben, 2006 gab es eine Festveranstaltung mit dem Thema „80 Jahre Kraftwerksstandort Böhlen/Lippendorf“.

## Planungsphase
Am 12. November 1963 legten sich der Volkswirtschaftsrat und die Staatliche Plankommission der DDR darauf fest, anstelle des Standortes für das Kraftwerk Rohrbach im Raum südlich des Kombinates Böhlen ein kombiniertes Kondensations- und Industriekraftwerk mit einer Aufbauleistung von 600 MW zu errichten.
Das Altkraftwerk bestand aus einem Kondensationskraftwerk mit 4× 100 MW elektrischer Leistung (nachfolgend Kond genannt) und aus einem Industriekraftwerk mit 4× 50 MW elektrischer und 550 MW thermischer Leistung (nachfolgend IKW genannt).
Am 27. Juli 1964 wurde beschlossen, das Vorhaben mit Ziel einer Inbetriebsetzung des ersten Blocks bis zum 1. März 1968 durchzuführen. Generalprojektant für das Bauvorhaben war Energieprojektierung Berlin. Das technische Projekt für das Kondensationskraftwerk erarbeitete die VVB Braunkohle, während die VVB Mineralöle das Industriekraftwerk projektierte.
Ende 1967 wurde beschlossen, im IKW anstelle der ursprünglich geplanten vier nur zwei Entnahmegegendruckturbinen und zusätzlich 2 Entnahmekondensationsturbinen zu errichten. Alle 4 Turbinen sollten eine Nennleistung von 50 MW aufweisen.

## Baugeschehen
Im Jahr 1964 erfolgte die Verlagerung von Produktionsanlagen des Kombinates Böhlen und der Abbruch von Teilen der Orte Lippendorf und Spahnsdorf, am 1. September wurde die Baustelleneinrichtung durch die VE BMK Süd Leipzig aufgebaut. Im November wurde damit begonnen, den Mutterboden abzutragen. 1965 führte man die Geländeberäumung sowie die Verlegung von Produktionsanlagen im Bereich der Standorte für den späteren Kohlebunker mit Bandanlagen, dem Kesselhaus mit Rauchgasanlagen und dem Hauptpumpenhaus durch. Da der Schornstein auf dem Gelände von Klärteichen errichtet werden sollte, mussten zur Gewährleistung der Standfestigkeit vier Bohrungen im Fundamentbereich von bis zu 120 Metern Tiefe durchgeführt werden. Diese Bohrungen wurden von Pontons aus im Klärteich niedergebracht und die ausgelaugten Hohlräume mit Beton verfüllt. Auch die 110-kV-Kabeltrasse für die Elektroschmelzöfen des VEB Ferrolegierungswerkes wurde neu verlegt. Mit Beginn des Jahres 1965 wurden zur Unterbringung der Bau- und Montagearbeiter 600 Wohnungen in Neukieritzsch und westlich des Ortes Lippendorf ein Wohnlager errichtet. Im Oktober 1967 erfolgte die Inbetriebnahme der Küche und des Verwaltungsgebäudes.
Im März 1966 wurde das Kiesbett für den Hallenbau eingebracht und Gründungsarbeiten für das 6-geschossige Verwaltungsgebäude vorgenommen. Es begannen die Erdarbeiten am Kühlturm 1. Im ehemaligen Klärteich erfolgte der Erdaushub und die Einbringung des Unterbetons für das Schornsteinfundament sowie der Aushub der Baugrube für die Kraftwerksblöcke.
Am 18. April 1966 wurde der Grundstein im Fundament des Kühlturms 1 gelegt. Im September folgte die Fertigstellung des Rohbaues für das zukünftige Verwaltungsgebäude mit den Umkleideräumen und dem Küchentrakt. Im Dezember wurden die Fundamentierungsarbeiten für den Schornstein abgeschlossen. Im Januar 1967 wurde der Unterbeton für die Kraftwerksblöcke eingebracht, im September war der Montagebeginn für den Dampferzeuger 1. Am 15. Dezember 1967 war der Kühlturm 1 rohbaufertig. Im Januar 1968 folgte schließlich noch die Rohbaufertigstellung der chemischen Wasseraufbereitung und im Mai der Montagebeginn am Turbosatz 1.

## Inbetriebnahme
Am 8. Dezember 1968 wurde durch die Technische Abnahmekommission die Freigabe zum Probebetrieb des Block 1 erteilt. Nachdem am 15. Dezember erstmals der Dampferzeuger 1 gezündet wurde und die Betriebsparameter angefahren wurden, traten Unregelmäßigkeiten an den Messeinrichtungen und Störungen am Generator auf, woraufhin die Freigabeerklärung zurückgenommen wurde. Am 30. Dezember erfolgte eine erneute Freigabe, sodass am 1. Januar 1969 der Generator 1 erstmals die Trockenfahrt durchlief. Am 4. Januar 1969 ging Block 1 ans Netz und es erfolgte der erste Probebetrieb, der am 1. Juli in den Dauerbetrieb überging. Am 29. April des gleichen Jahres ging Block 2 in Probebetrieb, bevor dieser am 19. September auf Dauerbetrieb geschaltet wurde. Am 30. Juli erfolgte die Probeinbetriebnahme des Block 3. Dieser endete am 1. November 1969 ebenfalls mit dem Übergang in den Dauerbetrieb.
Am 17. Januar 1970 begann der Probebetrieb Block 4. Diesem folgte am 3. April 1970 ebenfalls der Dauerbetrieb. Am 23. Juni 1970 erfolgte der Probebetrieb von Dampferzeuger 5, bevor drei Tage später auch Turbosatz 5 erstmals getestet wurden. Beide gingen am 14. Oktober 1970 in den Dauerbetrieb. Am 25. September 1970 erfolgte die erste Inbetriebnahme von Turbosatz 6 und am 4. November die von Dampferzeuger 6. Beides ging am 10. Dezember in den Dauerbetrieb.
Am 30. Juli 1971 ging Dampferzeuger 7 in Betrieb und wurde am 21. Dezember des gleichen Jahres gemeinsam mit Turbosatz 7 in den Dauerbetrieb überführt, der seine Probezeit am 17. September begann. Am 17. Februar 1972 begann der Probebetrieb von Turbosatz 8. Dieser wurde schließlich am 22. April 1972 an den Dauerbetrieb angeschlossen.

## Produktivphase

### Betriebsgeschehen
Bereits in der Inbetriebsetzungsphase, dem Probebetrieb der Anlagen und in der ersten Phase des Dauerbetriebes aufgetretene Störungen erforderten umfangreiche Stabilisierungsmaßnahmen.
Ein Großbrand in der Bekohlungsanlage am 9. Dezember 1969 verursachte wegen seiner Auswirkung auf die Probe- und Dauerbetriebsphase an den 100-MW-Blöcken eine Verzögerung von fünf Tagen.
Unregelmäßigkeiten in der Temperaturfahrweise des Schornsteines hatten den Abriss des Rauchrohres im oberen Bereich zur Folge. Das Rauchrohr aus Schamottemauerwerk, das alle 50 m ringförmig in der statischen Stahlbetonsäule in Gleitschuhen geführt wurde, hatte sich offensichtlich durch zu hohe Temperaturunterschiede während der An- und Abfahrprozesse verklemmt, was schließlich zum Abriss führte.
Zur Beseitigung dieser Schäden wurde im Zeitraum vom 16. Juni bis 13. Juli 1973 ein Kraftwerksstillstand angeordnet und durchgeführt. Beim Abfahren und anschließenden Wiederanfahren erfolgte eine gezielte Überwachung der Temperaturgradienten am Rauchrohr des Schornsteines, um weitergehende Schäden zu vermeiden.
Die nicht beherrschbare Entsorgung der Elektrofilterasche führte 1973 zu einem grundlegenden Umbau des hydropneumatischen Entaschungssystems (Import aus Ungarn) im Bereich des Kond-Kraftwerkes und damit zur Stilllegung der HP-Station Nord.
Die nunmehr gemeinsame hydraulische Verspülung von Feuerraum- und Elektrofilteraschen funktionierte ebenfalls nicht problemfrei. Es konnten zwar Undichtheiten an den Aschebreileitungen durch mechanisches Abschleifen zurückgedrängt werden, dafür kam es zu Inkrustierungen in den Leitungen, hervorgerufen durch den hohen Kalkanteil der Aschen. Diese Inkrustierungen schränkten den Transport erheblich ein, sodass nur durch ständige Reinigungsarbeiten mittels Hochdrucktechnik bzw. Molchen der Betrieb aufrechterhalten werden konnte.
Die Elektrofilteraschen des IKW wurden über die HP-Station Süd bis zu Umbaumaßnahmen in den 1990er Jahren separat verspült. Auf Grund der guten Zementierungseigenschaften dieser Aschen wurden sie über einen langen Zeitraum zum Versetzen von alten ausgekohlten Strecken im Bergbau und auf Grund des hohen Kalkanteils im Bereich der Rekultivierung eingesetzt. Zur Verladung auf LKWs ist in der HP-Station Süd eine Verladestation errichtet worden.
Die eingesetzten Rohbraunkohlen der unterschiedlichsten Qualität hatten in Verbindung mit Falschlufteinbrüchen an den Dampferzeugern enorme Verschlackungserscheinungen zur Folge. Schlackestürze während des Betriebes und die damit verbundenen Schlackeanhäufungen in den Trichterschrägen erforderten einen enormen Arbeitsaufwand. In einigen Fällen kam es zu Schlackeanhäufungen bis +10 m im Feuerraum, was den Einsatz von Sprengtechnik erforderlich machte (wobei die Anwendung von Sprengtechnik auch in modernen Kraftwerken heute noch üblich ist).
Die Schlackeansätze am Rohrsystem wurden durch Abspritzen mit Wasser beseitigt. Zunächst musste dies manuell durchgeführt werden, später jedoch übernahmen steuerbare Automatiklanzen den Reinigungsprozess. Der damit verbundene Wassereintrag, teils auch hinter die Verdampferheizflächen, führte zur Korrosionserscheinungen an Abdichtungen und Anlenkungen der Sektionen, die ihrerseits Schäden an den Druckkörpern bewirkten. Etwa 40 % aller Störungen an den Dampferzeugern fanden hier ihren Ursprung.
Die Abscheidungsgrade der Elektrofilter waren in den ersten Betriebsjahren nicht befriedigend. Die Saugzüge liefen häufig als reine „Aschepumpen“. Dementsprechend hoch war der Verschleiß am Saugzugkreisel. Durch ständiges Optimieren der Elektrofilter konnte der Abscheidungsgrad jedoch im Laufe der Jahre verbessert werden.
Als ein weiteres Problem erwies sich von Anfang an das kalte Ende der Turbosätze 1 bis 4 im Kond-Kraftwerk. Die kühlwasserseitige Verschmutzung der Kondensatoren durch den Eintrag von Ablagerungen aus dem Leitungssystem war sehr groß und verhinderte die Funktionsfähigkeit der eingesetzten ABEKA-Anlagen.
Dies alles hatte zur Folge, dass ein großer manueller Aufwand zur Reinigung der Kondensatoren und der Versprühsysteme am Kühlturm betrieben werden musste. Die manuelle Reinigung der Kondensatoren mittels Durchschießen von Gummistopfen („Kondensatorschießen“) war mit einer hohen körperlichen und gesundheitlichen Belastung des Reinigungspersonals verbunden.
Erst die Einführung der thermischen Reinigung der Kondensatoren brachte eine wesentliche Verbesserung der Kondensatorgrädigkeit und damit des Wirkungsgrades.
Mitte der 1970er Jahre machte eine Initiative zur wärmewirtschaftlichen Fahrweise der Hauptanlagen (Dampferzeuger und Turbine), die sogenannte „Kalorienjägerbewegung“ von sich reden. Diese Initiative hatte die Fahrweise der Hauptanlagen mit den energiewirtschaftlich günstigsten Parametern zum Inhalt. Die Fahrweise der Anlagen wurde über Prozessrechner abgerechnet und führte in der Tat zu einer Verbesserung des spezifischen Brennstoffwärmeverbrauches.
In der Planungs- und Projektierungsphase des Kraftwerkes wurde dem internationalen Stand entsprechend Prozessrechentechnik als immanenter Bestandteil der BMSR Technik vorgesehen.
- Block 1 bis 4 je ein Prozessrechner vom Typ PR 2100
- Dampferzeuger 5 bis 7 je ein Prozessrechner vom Typ PR 2100.
- Nebenanlagen ein Prozessrechner vom Typ PR 2100.

Die durch den Generalauftragnehmer eingesetzte Technik erreichte anfangs nicht die projektierten Zuverlässigkeitswerte.
Deshalb wurde in den Jahren 1970 bis 1972 ein Ersatz der Zentraleinheit in verbesserter Technik vorgenommen. Des Weiteren wurde die gesamte Rechentechnik im Maschinenhaus zentralisiert. Dieser Prozessrechnereinsatz lief erfolgreich bis Mitte der 1980er Jahre und hatte folgende Aufgaben:
- Wärmewirtschaftliche Abrechnung für Block 1 bis 4 und Dampferzeuger 5 bis 7 sowie der Nebenanlagen nach Einheitsmethodik
- Abrechnung der Elektroenergieerzeugung täglich und kumulativ mit Plan-Ist-Vergleich
- Planungs-, Emissionsrechnung, Versuchsauswertungen

Das Prozessrechensystem PR 4000-V 4010 löste die überalterte Technik Mitte der 1980er Jahre ab. Zusätzlich erfolgte der Aufbau eines rechnergesteuerten Schwarz-Weiß-Datensichtsystems mit Echtzeitdaten für die Komponenten:
- Gesamtübersicht Kraftwerk
- Bekohlung (Bandstraßen/Grabenschöpfgeräte)
- Nebenanlagen (Wasser-/Dampfsysteme)
- Parameter der Blöcke 1 bis 4
- Verkaufsmessungen
- Kesselspeisewasserbilanz

Ab 1984 wurde eigenverantwortlich mit der Konzeption, Projektierung und Realisierung eines Farbdatensystemes begonnen, das unmittelbar zur Prozessführung geeignet war. Voraussetzung war der Einsatz von Lichtwellenleiterkabel für die geforderte hohe Übertragungsgeschwindigkeit und Störsicherheit. Es wurden die Leitstände der Blöcke 1 bis 4, der Dampferzeuger 5 bis 7 sowie der Schichtleiter mit entsprechender Technik ausgerüstet. Des Weiteren wurde der Aufbau eines rechnergestützten Gradientenmessgerätes realisiert (Erfassung der zeitabhängigen Temperaturänderung eines dickwandigen Bauteiles → der Trommel, Anzeige in K/min → ein Maß für dessen thermische Beanspruchung). Die gesamte Prozessrechentechnik wurde im Laufe der Jahre weiter ertüchtigt und lief erfolgreich bis zur Außerbetriebnahme.
Am 12. Februar 1979 kam es durch Vereisung der Netz-Schaltanlage zu einem Gesamtausfall des Kraftwerkes (sog. Schwarzwerdefall). Die Netz-Schaltanlage wurde daraufhin mit einer Beton-Fertigteil-Halle eingehaust.
Zur Substitution von Heizöl (Schweröl) wurden Mitte der 80er Jahre beginnend an den Dampferzeugern 2, 3, 4 und 5 Anlagen für den Einsatz von Kohlestaub als Zünd- und Stützfeuer installiert. Die Bevorratung mit Kohlestaub erfolgte über die vorhandenen Mühlensysteme in entsprechend dafür errichteten Kohlestaubbunkern. Die Anlagen bewährten sich jedoch im praktischen Einsatz nicht, die Systeme verstopften kontinuierlich infolge noch vorhandener Feuchtigkeit im Kohlenstaub.
Positiv gestaltete sich der Einsatz von Importerdgas (IEG) als Hauptfeuerung an den Dampferzeugern 6 und 7 in den Jahren 1973 bis 1978. Dabei wurde die Möglichkeit der Feuerung mit Rohbraunkohle niemals aufgegeben. Die gleitende Umstellung einer Fahrweise von Erdgas auf Rohbraunkohle und umgekehrt sowie die Gemischtfahrweise waren jederzeit ohne Leistungseinschränkung möglich.
Der Aufbau einer Anlage zur Siebkohleproduktion im Bereich des Brecherturms der Bekohlungsanlage Mitte der 1980er Jahre hatte sich nicht bewährt. Der Einsatz dieser Anlage war durch die Bekohlungsfahrweise relativ begrenzt möglich und stellte mehr eine „Steinaushaltung“ als eine Produktionsstätte für Siebkohle dar.
Im Oktober 1970 begann mit dem Dauerbetrieb des Dampferzeugers 5 und des Turbosatzes 5 die Prozessdampfversorgung des ehemaligen Kombinates „Otto Grotewohl“ Böhlen. Nach Inbetriebnahme aller Anlagen des IKW und der Verdampferanlage wurde Prozessdampf in den Druckstufen
- 38 bar über je eine Rohrleitung DN 300 und DN 400
- 4,8 bar über vier Rohrleitungen DN 800

zum Dampfverteiler im Petrolchemischen Kombinat Böhlen (nachfolgend PCK genannt) geliefert. Der Prozessdampf 38 bar über die Rohrleitung DN 400 wurde direkt zur „Olefine“ im PCK Böhlen geliefert. Dieser diente vorrangig zu Kühlzwecken der Ethylenanlagen im PCK.
Die 38-bar-Prozessdampflieferung, der Eigenverbrauch der Turbospeisepumpen und HDV 2 im IKW wurde durch Entnahmen von den Gegendruckturbinen (je 200 t/h) gedeckt. Zusätzlich sicherte die 150-t/h-Station den Netzbedarf im Störungsfall mit 38-bar-Dampf ab.
Die 4,8-bar-Prozessdampflieferung, Eigenverbrauch wie Polsterdampf aller Speisewasserbehälter und Heizdampf für die Verdampferanlage wurden nach Wärmebedarf des Dampfnetzes über Gegendruck der Entnahmegegendruckmaschinen, Abdampf der Turbospeisepumpen, Brüdendampf der Verdampferanlage bzw. über Anzapfungen der Entnahmekondensationsturbinen abgedeckt.
Die Kondensatrücklieferung der Dampfabnehmer betrug nur 60 % und führte speziell in den Wintermonaten zu akuten Kesselspeisewasser-Engpässen. Spitzenwerte der Prozessdampflieferungen:
- Druckstufe 38 bar: 150 t/h
- Druckstufe 4,8 bar: 350 t/h
- Wärmelieferung: 380 MWth

Die 100-%-Versorgung des 38-bar-Prozessdampfnetzes über alle Zeiträume war unabdingbar und hatte umfangreiche Stabilisierungsmaßnahmen zur Folge. Es wurde eine weitere 150-t/h-Station, sowie eine Kalte Reserve 4 installiert. Durch die Nutzung der Anzapfung 1 der Entnahmekondensationsturbinen und der Frischdampfsammelschiene im Kond/IKW wurde die Verfügbarkeit noch weiter erhöht.
Des Weiteren erfolgte die Wärmeversorgung der Gemeinde Neukieritzsch (komplettes Neubaugebiet, Kindergarten und Gemeindeverwaltung), der Gärtnerei Kieritzsch und des Wohnlagers Lippendorf mit 4,8-bar-Prozessdampf, wobei sich im Ferrolegierungswerk Lippendorf eine Umformerstation (U3) befand. In der Umformerstation U3 wurde mittels 4,8-bar-Prozessdampf (Sommerleitung DN 150/Winterleitung DN 400) Heizwasser bis auf 130 °C erwärmt. In Planung befand sich auch die Fernwärmeversorgung für die Städte Groitzsch und Pegau. Auf Grund fehlender Investitionsmittel ist dieses Projekt niemals über die Planungsphase hinaus gekommen.
Mit dem Wegbruch der Karbochemie im ehemaligen Kombinat „Otto Grotewohl“ Böhlen und der Aufnahme der Eigenversorgung durch den „Olefinekomplex“ erfolgte eine drastische Reduzierung der Prozessdampfabnahme. Die vorhandenen freien Wärmekapazitäten waren Grundlage für die durch die ehemalige VEAG erfolgte Planung einer Fernwärmetrasse zur Stadt Leipzig. Nach Abschluss komplizierter Verhandlungen mit den Stadtwerken Leipzig bildete die gemeinsame Erklärung der Vorstände von VEAG und Stadtwerke am 12. November 1993 zur Fernwärmeversorgung der Stadt Leipzig die Basis für Planung, Genehmigung und Bau der Fernwärmeversorgungsanlage bis zum Winter 1996/97. Zur Grundlastversorgung der Stadt Leipzig wurde aus dem IKW über Heizdampf eine Wärmeleistung von 207 MW ausgekoppelt, in Heißwasser umgeformt, in einer Fernwärmetrasse zum Standort Heizkraftwerk Leipzig-Süd transportiert und dort in das Verbundnetz eingespeist.
Die Aufgaben der Instandhaltung umfassten nicht nur die Instandhaltung/Instandsetzung der Kraftwerkshaupt- und Nebenanlagen, sondern auch die Gebäudeinstandsetzung, Ersatz- und Verschleißteilefertigung bis hin zur Rationalisierungsmittelfertigung und Konsumgüterproduktion – also alles, was in einem so großen Betrieb notwendig war: Maler-, Glaser-, Tischlerarbeiten etc. Alle Maßnahmen mussten mit eigenen Kräften realisiert werden. Das setzte in Zeiten chronischer Mangelwirtschaft hohes Improvisationsvermögen voraus. Im Rahmen der Konsumgüterproduktion wurden für die „werktätige Bevölkerung“ der DDR
- Gartenschaukeln
- Terrazzoplatten
- Auspuffanlagen für den PKW Moskwitsch
- Rechauds (Küchengerät zum Warmhalten der Speisen)
- Garderobenwände

gefertigt.

### Stabilisierungsmaßnahmen an den Hauptgruppen der Dampferzeuger
1975 wurden Lochleibungsrisse an den 420-t/h-Dampferzeugern im IKW festgestellt. Fünf Jahre wurden die Befunde von Lochleibungsrissen an den Trommeln der 420-t/h-Dampferzeuger erweitert. Ein Jahr später stellte man eine Vergrößerung dieser fest. 1982 begann man mit der Umrüstung und Inbetriebnahme von Gas- und Stützfeuer auf der Basis von Importerdgas (IEG) an den Dampferzeugern 1, 3, 5, 6 und 7.

### Technische Entwicklungen und Ergänzungen
Auf Weisungen des ehemaligen Energieministers der DDR und des Generaldirektors der VVB Kraftwerke wurde von 1973 bis 1982 der Einsatz von Importerdgas (IEG) vorbereitet und realisiert. Dazu gehörten die Errichtung einer Gasreglerstation mit Einbindung in die am Standort vorbeiführende Ferngasleitung und die Verlegung einer Gasleitung von der Gasreglerstation zu den Dampferzeuger 6 und 7, sowie deren Umrüstung auf Gasfeuerung. Des Weiteren wurde eine Erdgasfüllstelle errichtet und ein Fahrzeug des Betriebes auf Gasbetrieb umgestellt. Die Füllstelle wurde auch vom ehemaligen Kraftverkehr der Stadt Zwenkau genutzt. Von 1980 bis 1984 wurde eine neue Prozessrechentechnik schrittweise installiert.

### Das Kraftwerk nach der politischen Wende in der DDR 1989
Bereits im Herbst 1989 fanden sich in mehreren Bereichen des Kraftwerkes Gruppen von Mitarbeitern, die sich mit der Zukunft der weiteren Interessenvertretungen auseinandersetzten. Treffen dazu gab es im Betrieb, als auch bei den Montagsdemonstrationen in Leipzig. Seit Anfang 1990 wurde immer klarer, dass eine Interessenvertretung der Arbeitnehmer durch die Betriebsgewerkschaftsleitung (BGL) keine Zukunft mehr hatte. Es fanden sich lange Zeit keine Kandidaten für eine Neuwahl der BGL. Die Wahl fand trotzdem am 16. Mai 1990 statt. Auf Grund der politischen und wirtschaftlichen Entwicklung wurde die BGL jedoch kaum noch wirksam.
Am 4. April 1990 fand die konstituierende Sitzung zur Schaffung von Betriebsräten statt. Damit entstand erstmals eine abteilungsübergreifende Gruppe, deren Hauptziele die Vorbereitung von Betriebsratswahlen und das Herauslösen des Kraftwerkes Lippendorf aus dem ehemaligen Kraftwerksverbundes VEB Elbe Vockerode waren. In Vorbereitung der Überführung des ehemaligen VEB Kombinat Braunkohlenkraftwerke in die geplante Vereinigte Kraftwerke – Aktiengesellschaft (VK-AG Peitz) mit Sitz in Peitz wurde als Vorläufer des Gesamtbetriebsrates die Arbeitsgruppe Gewerkschaft/Betriebsräte gegründet. Am 16./17. Juli 1990 fanden die ersten Betriebsratswahlen im Kraftwerk Lippendorf statt.
Die erlangte Selbstständigkeit des Kraftwerkes Lippendorf im Jahre 1990 war nur von kurzer Dauer. Bereits Ende des Jahres erfolgte der Beschluss, die beiden Kraftwerksstandorte Lippendorf und Thierbach zu einer Niederlassung zu verschmelzen. Diese Maßnahme wurde von den Lippendorfer Kraftwerkern scherzhaft „MW’s statt Wandzeitung“ genannt. Nach der Wiedervereinigung Deutschlands wurde auch die Mitte 1990 begonnene Umstrukturierung der Energiewirtschaft der DDR mit der Gründung der VEAG (Vereinigte Energiewerke Aktiengesellschaft) im Dezember 1990 abgeschlossen.
Die VEAG wurde Rechtsnachfolgerin der ehemaligen Kombinate Braunkohlenkraftwerke, der zwischenzeitlich gegründeten VK-AG Peitz, der Netzbetriebe und der Staatlichen Hauptlastverteilung der DDR. Für die Weiterführung der Energieerzeugung und Verteilung wurde ein Unternehmenskonzept erstellt, das auf drei Hauptziele ausgerichtet war:
- Verbesserung der Zuverlässigkeit und der Qualität der Stromversorgung in Ostdeutschland
- Verbesserung des Umweltschutzes durch drastische Senkung des Schadstoffausstoßes
- Erhöhung der Wirtschaftlichkeit der Stromerzeugung und Verteilung

Für das Kraftwerk Lippendorf war ein Weiterbetrieb im Rahmen der Großraumfeuerungsverordnung vorgesehen. Im öffentlich-rechtlichen Vertrag zwischen der VEAG und dem Freistaat Sachsen vom 23. Juli 1993 wurde eine Restnutzung von 30.000 Volllaststunden vereinbart (Beginn 1. Juli 1992). Laut Bundesemissionsschutzgesetz wurden umfangreiche Maßnahmen zur Einhaltung der Emissionsgrenzwerte durchgeführt. Die Werte laut Genehmigungsbescheid galten per 1. Juli 1996:
- für Staub mit 80 mg/Nm³
- für NOx mit 650 mg/Nm³
- für CO mit 250 mg/Nm³
- für SO2 mit 10.500 mg/Nm³

Der finanzielle Aufwand betrug für die Stabilisierungsmaßnahmen:
- Ertüchtigung aller Elektrofilter 6.150.000 DM
- Einbau des System TALAS zur automatischen Emissionswerterfassung und -auswertung 192.000 DM
- Rekonstruktion der Elektrofilter an den Dampferzeugern 3, 5 und 6 (Neubau bzw. Vergrößerung) 13.060.000 DM

Trotz umfangreicher Stabilisierungsmaßnahmen besiegelten die nun geltenden bundesdeutschen Gesetze und die Ergebnisse einer Machbarkeitsstudie zum Weiterbetrieb des Kraftwerkes das weitere Schicksal des Standortes Altkraftwerk Lippendorf. Eine Rauchgasentschwefelungsanlage für die 100-MW-Anlagen und die 50-MW-Anlagen sowie weitere Maßnahmen zur Verbesserung des Wirkungsgrades der Haupt- und Nebenaggregate waren wirtschaftlich nicht vertretbar.
Es begann der schwierige Kampf um den Erhalt des Standortes:
- 15. Januar 1991 – Konferenz zur zukünftigen Standortentwicklung im Kraftwerk Thierbach.
- 10. Juni 1991 – Betriebsrätekonferenz in Hoyerswerda mit dem damaligen Ministerpräsidenten des Freistaates Sachsen Kurt Biedenkopf.
- 2. Juli 1991 – Regionalkonferenz in Markkleeberg zur zukünftigen Entwicklung des „Südraum Leipzig“.
- 4. März 1992 – „Fußnotenbeschluss“ des Aufsichtsrates der VEAG zur Standortfrage.
- 4. Juni 1992 – Die Betriebsräte der Kraftwerke Lippendorf/Thierbach richteten einen offenen Brief an die Vorstände der künftigen Anteilseigner der VEAG und forderten darin klare Entscheidungen zugunsten eines Kraftwerksneubaues am Standort Lippendorf.
- 5. Juni 1992 – Demonstration der Berg- und Energiearbeiter für den Erhalt ihrer Arbeitsplätze in Leipzig.
- 27. Juni 1992 – Eine weitere Demonstration mit anschließender Podiumsdiskussion zwischen Berg- und Energiearbeitern und Aufsichtsratsmitgliedern fand in Borna statt.
- 15. Oktober 1992 – Gespräche mit dem Vorstandsvorsitzenden der RWE.
- 4. November 1992 – Gemeinsame Pressekonferenz der VEAG und der Bayernwerke in Lippendorf brachte die Bekanntgabe der Absichtserklärung zum Neubau eines Kraftwerkes am Standort mit einer damals geplanten elektrischen Leistung von 2× 800 MW.
- 11. März 1993 – Gemeinsame Presseerklärung des Präsidiums des Aufsichtsrates der VEAG zum Bau eines neuen Kraftwerkes am Standort Lippendorf gemeinsam mit der Badenwerk AG, der Bayernwerk AG und der Energie-Versorgung Schwaben AG (nachfolgend als Südpartner bezeichnet).
- 1. April 1993 – Konsolidierungsgespräche mit dem Oberbürgermeister von Leipzig sowie Vertretern der Stadtwerke zur geplanten Fernwärmeversorgung vom Neubaukraftwerk Lippendorf.
- 2. November 1993 – Vertrag zwischen VEAG und Stadtwerke Leipzig zur Fernwärmeversorgung aus Lippendorf. Somit war ein Weiterbetrieb des Altkraftwerkes bis zum 31. Dezember 1999 gesichert.
- 29. November 1995 – Grundsteinlegung für das Neubaukraftwerk Lippendorf im Beisein des damaligen Ministerpräsidenten des Freistaates Sachsen Kurt Biedenkopf.

### Havarien und Störfälle
- 9. Dezember 1969 – In den Abendstunden ereignete sich in der Bekohlungsanlage im Bereich Bunkerschwerbau ein Großbrand, in dessen Folge umfangreiche Schäden an den Anlagen und am Baukörper eintraten. Ursache des Brandes waren Schweiß- und Schneidarbeiten an den noch nicht ganz fertiggestellten Bekohlungsanlagen.
- 8. Oktober 1970 – Durch eine nicht projektgemäß ausgeführte Ölpumpenautomatik für die Ölversorgung der Traglager am Turbosatz 1 kam es zu einer Unterbrechung der Lagerölzufuhr. Ohne ausreichende Lagerölzufuhr wurde der Turbosatz außer Betrieb genommen. Es entstand ein hoher Sachschaden an allen Traglagern.
- 25. Februar 1972 – Gegen 1:50 Uhr fiel am Turbosatz 5 die Mess- und Steuerspannung der Turbinensicherheitseinrichtung aus. Infolgedessen wurde der Turbosatz abgefahren und der Generator vom Netz getrennt. Nach Wiederherstellung der Spannungsversorgung für die Turbinensicherheitseinrichtung wurde der Turbosatz wieder hochgefahren. Dabei bemerkte man, dass sich die Drehzahl immer weiter erhöhte (die Drehzahlanzeige an der Turbine zeigte im Endausschlag 3.500/min). Der Versuch, über den Drehzahlversteller gegenzuregeln, misslang. Das Schlagen des Handschnellschlusses und das Schließen der Kontrollventilauslösung der Frischdampfschnellschlussventile führten ebenfalls nicht zum Erfolg. Erst durch das Zufahren der Frischdampfschieber erfolgte eine Drehzahlsenkung. Die vom Hersteller später durchgeführten Berechnungen ergaben eine Überdrehzahl von mehr als 4.500/min. Ursache für das Verhalten der Turbinenregelung war ein defektes Drehzahlmesswerk.
- 28. Juni 1976 – Infolge nicht möglicher Wasserabfuhr und dadurch bedingter Stillstandskorrosion der Dampfabführrohre im oberen Totraum des Dampferzeugers 6 kam es zur Zerstörung dieser Rohre. Durch den schlagartigen Dampfaustritt im Bereich des vorderen Totraumes des Dampferzeugers wurden die ebenfalls dort verlaufenden Speisewasserleitungen und Impulsleitungen für die Steuerventile der Hochdrucksicherheitsventile zerstört.
- 12. Februar 1979 – Um 12:53 Uhr kam es zu Überschlägen an den Isolatoren des 110-kV-Freileitungsportals. Grund für diese Überschläge war starke Vereisung durch eine extreme Wettersituation. Die zuerst auftretenden Erdschlüsse des induktiv geerdeten 110-kV-Netzes erweiterten sich durch weitere Überschläge zu Doppelerdschlüssen und führten zur Kurzschlussauslösung der sogenannten Vollkupplung in der 110-kV-Schaltanlage. Der zum damaligen Zeitpunkt bestehende Sonderschaltzustand (Inselbetrieb zur Versorgung des Olefinekomplexes) war somit nicht mehr gegeben und führte unter anderem zur Auslösung der 110-kV-Leistungsschalter der vier Eigenbedarfstransformatoren. Damit brach die 6-kV-Eigenbedarfsversorgung des Kraftwerkes zusammen und es kam zum Ausfall aller sich zum Zeitpunkt in Betrieb befindlichen Dampferzeuger und Turbosätze einschließlich aller Nebenanlagen (Bekohlung, Entaschung, chemische und thermische Wasseraufbereitung). Durch das umsichtige Handeln des diensthabenden Schichtpersonals sowie die einwandfrei funktionierende Notstromversorgung (Diesel- und Batterieanlagen) konnten Schäden an den Anlagen verhindert werden. Nach Wiederherstellung der Eigenbedarfsversorgung konnten schon in den späten Abendstunden desselben Tages die ersten Turbosätze wieder ans Netz geschaltet werden. Dieser sogenannte Schwarzwerdefall gehörte zu den bittersten Tagen in der langjährigen Kraftwerksgeschichte. Infolge des Vorfalls wurde das 110-kV-Freileitungsportal mit einer Beton-Fertigteil-Halle eingehaust.
- 3. Oktober 1990 – Die Rohrwandsektion 8 der linken Seitenwand des Dampferzeuger 5 wurde durch Materialermüdung aus ihren Halterungen gerissen und stürzte bei starker Deformierung in die Brennkammer. Dabei entstanden weitere Schäden an der Brennkammerberohrung, im oberen Totraum, am Strahlungsüberhitzer, am Kesselgerüst und an der Außenhaut.
- 24. Juni 1992 – In den Nachmittagsstunden kontrollierte ein Schaltelektriker routinemäßig die Spannung der vier Eigenbedarfstransformatoren (ET 105 bis ET 108 / Übersetzungsverhältnis der Transformatoren 110 kV/6 kV). Dabei stellte er eine geringere Spannung (Normalfahrweise des Eigenbedarfsnetzes betrug 6,2 kV) am Eigenbedarfstransformator ET 106 fest. Durch Ansteuern des Stufenschaltwerkes von der Schaltwarte sollte eine Spannungsangleichung erfolgen. Nach dem Ansteuern fuhr das Stufenschaltwerk des ET 106 selbsttätig bis auf die Stufe 19 (letzte Stufe im Stufenschaltwerk). Normalerweise konnte immer nur eine Stufung durchgeführt werden und erst nach der Rückmeldung vom Stufenschaltwerk die nächste Stufe angefahren werden. Die Spannung des vom ET 106 versorgten Eigenbedarfsnetzes stieg auf 10 kV an. Da ein Betreten der Trafobox, um das Stufenschaltwerk mit einer Handkurbel zurückzustufen, unter diesen Umständen zu gefährlich war, entschied der diensthabende Schaltmeister, die beiden Eigenbedarfsnetze zu kuppeln und danach den ET 106 mittels 110-kV-Einspeiseleistungsschalter außer Betrieb zu nehmen. Um eine annähernd gleiche Spannung beider Eigenbedarfsnetze zu erreichen (Erfüllung der Synchronisationsbedingungen), wurde am ET 105 ebenfalls die Spannung erhöht. Mittlerweile kam es zu ersten Ausfällen im Eigenbedarfsnetz des ET 106. Bei einer Spannung von ca. 8 kV im Eigenbedarfsnetz des ET 105 und von 10 kV im Eigenbedarfsnetz des ET 106 wurden mittels Kuppelschalter beide Netze zusammengeschaltet. Am Synchronisiergerät (bestehend aus Doppelspannungs-, Doppelfrequenzmesser und Synchronoskop) war eine Abweichung von ca. 12° vom Synchronpunkt zu erkennen. Die bei der Kupplung beider Netze auftretenden Ausgleichströme verursachten den Ausfall weiterer Anlagen des Eigenbedarfsnetzes. Nach erfolgter Kupplung der Netze wurde der ET 106 sofort außer Betrieb genommen und die Spannung des Eigenbedarfsnetzes wieder auf 6,2 kV reduziert. Ursache für das selbsttätige Stufen des ET 106 waren zum ersten ein defekter Endschalter in der Stufenschaltersteuerung am Trafo und zum zweiten ein defektes Spannungssteigerungsschutzrelais, das die Stufung nach einer eingestellten Zeit abschaltet.
- 18. August 1993 – Gegen 7:00 Uhr kam es infolge unsachgemäßer Kranarbeiten zum Abriss der Halterungen für die Kühlwasserrückführleitung des Turbosatzes 7. Die Leitung mit einem Durchmesser DN 1200 stürzte auf einer Länge von 60 m zu Boden.

## Stilllegung und Rückbau
Gemäß dem Strategiekonzept der damaligen VEAG erfolgte die unvermeidliche Stilllegung. Dieses Konzept fand verständlicherweise nicht die ungeteilte Zustimmung der vielen Beschäftigten, denn viele von ihnen hatten die Anlagen seit ihrer Erstinbetriebnahme betreut und gewartet. Bis zur vollen Inbetriebnahme der beiden Neubaublöcke im Sommer 2000 wurden die Anlagen schrittweise stillgelegt.
- 15. Dezember 1993 – Stilllegung Dampferzeuger 7
- 23. März 1996 – Stilllegung Block 4
- 29. Juni 1996 – Stilllegung Block 1
- 6. Dezember 1997 – Sprengung Kühlturm 1

Im Zuge des Aufbaus der Kohlebandanlage zur Brennstoffversorgung des Neubaukraftwerkes wurden der Kühlturm 1 außer Betrieb genommen und entkernt sowie mittels Kran Knickpunkte in die Betonhülle geschlagen, um die gewünschte Fallrichtung beim Sprengen zu erzielen. Zum Zeitpunkt der Sprengung blieben alle Anlagen in Betrieb. Lediglich die 110-kV-Schaltanlage in unmittelbarer Nähe wurde erstmals in der Geschichte des Kraftwerkes für eine Stunde abgeschaltet.
- 4. Februar 2000 – Stilllegung Block 3
- 10. März 2000 – Stilllegung Dampferzeuger 5
- 31. März 2000 – Stilllegung Dampferzeuger 6
- 2005 – Rückbau mittels Abbruchzange Kühlturm 2
- 27. August 2005 – Sprengung Schornstein
- 5. September 2005 – Sprengung Kesselhaus
- 10. September 2011 – Sprengung Bunkerschwerbau

## Technische Daten (im Vergleich zum Neubaukraftwerk Lippendorf)

### Gesamtübersicht
|                                | Kond                                    | IKW                                     | Neubau |
| ------------------------------ | --------------------------------------- | --------------------------------------- | --- |
| Nennleistung je Werk in MW     | 400                                     | 200                                     | 1867,2 |
| Dampferzeuger                  | 4                                       | 3 (SS-KW 1)                             | 2 |
| Turbosätze                     | 4                                       | 4                                       | 2 |
| Nennleistung je Block/TS in MW | 100                                     | 50                                      | 933,6 |
| Kurzzeitleistung je TS in MW   | 110                                     | 55                                      | 970 |
| Feuerungsart                   | Braunkohlenstaubfeuerung                | Braunkohlenstaubfeuerung                | Braunkohlenstaubfeuerung                                                                                      |
| Einsatzart                     | Grundlast                               | Fahrplan 2                              | für Grundlast ausgelegt, aber bedingt durch EEG auch Mittellast                                               |
| Rauchgasentstaubung je DE      | 2 E-Filterstraßen mit je 4 Einzelfilter | 2 E-Filterstraßen mit je 4 Einzelfilter | 2 E-Filterstraßen mit je 16 Einzelfilter                                                                      |
| Rauchgasentschwefelungsanlage  | nicht vorhanden                         | nicht vorhanden                         | vorhanden |
| Rauchgasentstickung            | nicht vorhanden                         | nicht vorhanden                         | nicht benötigt, da Grenzwerte durch NOx-arme Feuerung unterschritten werden                                   |
| CO2-Verminderung               | nicht vorhanden                         | nicht vorhanden                         | durch Wirkungsgradsteigerung und teilweiser Primärbrennstoffsubstitution mit CO2-neutralem Sekundärbrennstoff |
| Wärmeauskopplung in MWth       | nicht vorhanden                         | 550                                     | 330 |
| Nettowirkungsgrad in %         | 26                                      | 24                                      | 42,5 |
| Brennstoffausnutzungsgrad in % | 26                                      | 60                                      | 46 |

1 Sammelschienenkraftwerk (3 Dampferzeuger speisen eine Sammelschiene, welche 4 Turbosätze versorgt)

2 Verhältnis Elektroenergie- zu Wärmenergieerzeugung je nach Lastanforderung

### Dampferzeuger
|                      | Kond           | IKW                      | Neubau            |
| -------------------- | -------------- | ------------------------ | ----------------- |
| Art                  | 4× Naturumlauf | 3× Naturumlauf           | 2× Zwangdurchlauf |
| Höhe in m            | 54             | 54                       | 163               |
| Nennleistung in t/h  | 330            | 420                      | 2420              |
| Brennkammerhöhe in m | 35             | 35                       | 90                |
| FD Druck in bar      | 135            | 120                      | 267,5             |
| FD Temp. in °C       | 535            | 535                      | 554               |
| ZD Druck in bar      | 30             | ohne Zwischenüberhitzung | 52                |
| ZD Temp. in °C       | 530            | ohne Zwischenüberhitzung | 583               |
| Mühlen pro DE        | 4× NV 50 1     | 4× NV 50                 | 8× NV 110         |

1 Nassventilatormühlen mit je 50 bzw. 110 t/h Kohledurchsatz, davon je eine Mühle in Reserve

#### Der 420 t/h Dampferzeuger im IKW Altkraftwerk Lippendorf

##### Allgemeines
Im Industriekraftwerk (IKW) waren drei 420-t/h-Dampferzeuger (DE 5, DE 6 und DE 7) installiert. Errichtet wurden diese durch das ehemalige VEB Dampferzeugerbau Berlin. Diese Dampferzeuger speisten auf Sammelschienen (SS), von denen die 4 im IKW installierten Turbosätze ihren Dampf bezogen.
Es gab zwei Sammelschienen, wobei die SS NW 200 als Anfahr- und Reservesammelschiene und die SS NW 300 als Betriebssammelschiene fungierte.

##### Technische Charakteristik des 420-t/h-Dampferzeugers
- Dampferzeugerbauart: Strahlungskessel
- Dampferzeugerbauform: Zweizug-Halbfreiluftbauweise
- Art des Wasserumlaufes: Naturumlauf
- Überhitzer: 4 (davon 2 Strahlungsüberhitzer und 2 Berührungsüberhitzer)
- Speisewasservorwärmer: Stahlrohreco
- Luftvorwärmer: Röhrenluvo
- Heißdampfkühlung: Einspritzung von Speisewasser
- Sicherheitsventile: hilfsgesteuert
- Reinigungseinrichtungen: Brennkammer-Wasserabspritzung
- Feuerungsart: Braunkohlenstaub-Mühleneckfeuerung
- Zündeinrichtung: Gasbrenner
- Entaschungsart: Kratzerband
- Entstaubungsart: Elektrofilter

Der 420-t/h-Dampferzeuger ist ein Strahlungsdampferzeuger mit Naturumlauf. Strahlungsdampferzeuger sind Kleinwasserraumdampferzeuger, wobei das zu verdampfende Wasser durch die Rohre strömt, die wiederum durch die strahlende Flamme im Feuerraum bzw. durch die Rauchgase beheizt werden. Durch die außerhalb des direkt beheizten Feuerraumes angeordneten Fallrohre von der Trommel wird der Naturumlauf des Wassers aktiviert, da das kältere Wasser im Fallrohr absinkt und durch seine größere Dichte das leichtere Wasserdampf-Gemisch aus dem Siederohr verdrängt. Die Strömung des Dampfes durch die Überhitzer kommt durch den Druckunterschied zwischen Trommel und den nachgeschalteten Dampfleitungen zustande. Die Vorteile des Kleinwasserraumdampferzeugers liegen in seiner großen Dampferzeugerleistung und in der relativ kurzen Zeit, in der er aus Betriebsbereitschaft auf Betriebsparameter gefahren werden kann.

##### Aufbau der 420-t/h-Dampferzeuger im IKW
Jeder Dampferzeuger hatte eine Höhe von 53 m, eine Tiefe von 22 m und eine Breite von 13 m. Den 1. Zug des Dampferzeugers stellte der achteckige Feuerraum mit dem darüberliegenden Schottenraum dar. Beide, Feuerraum und Schottenraum, waren allseitig mit den 20 Sektionen der Verdampferheizflächen ausgekleidet. Der Schottenraum leitete sich aus der Bauform der Strahlungsüberhitzer (nachfolgend SÜ genannt, der Wärmeübergang erfolgte durch Strahlungswärme), die in ihm untergebracht waren, ab. In Summe gab es 12 Schottenwände pro Dampferzeuger. Die drei jeweils äußeren Wände gehörten zum SÜ1, die sechs in der Mitte zum SÜ2. Die Austrittssammler des SÜ1, die Eintrittssammler des SÜ2 und die beiden Mischrohre der zwischen beiden Überhitzerstufen SÜ1/2 vorhandenen Grobeinspritzung (jeweils links/rechts), befanden sich im Totraum. Dieser Raum, der durch die besondere Rohrführung der Verdampferheizflächen gebildet wurde, war nicht direkt der Strahlung des Feuers ausgesetzt.
Im Querzug des Dampferzeugers befanden sich die beiden Stufen der Berührungsüberhitzer (nachfolgend BÜ genannt, der Wärmeübergang erfolgte durch Berührungswärmeübertragung, Konvektion). Der BÜ2, der die letzte Stufe der 4 Hochdrucküberhitzerstufen darstellte, war vor dem Rauchgasgitter eingebaut. Das Rauchgasgitter sind die zur Trommel führenden Sektionen der Verdampferheizflächen, die an der Rückwand des ersten Zuges angebracht waren. Die erste Stufe der Hochdrucküberhitzer, der BÜ1, war nach dem Rauchgasgitter installiert.
Oberhalb des Querzuges bzw. des Schottenraumes befand sich der obere Totraum. Er war wie der untere Totraum nicht der Strahlung des Feuers ausgesetzt. Die Abgrenzung zum Feuerraum erfolgte durch Schottwandungen aus Feuerbeton. Dieser obere Totraum war nochmals in zwei Sektionen unterteilt. Im vorderen Teil des oberen Totraumes befand sich die Dampferzeugertrommel. Diese diente zur Trennung des Wassers vom Sattdampf. In die Trommel waren eine Fülle von Leitungen eingebunden (Speisewasserleitungen, Dampfabführrohre von den Sektionen der Verdampferheizflächen bzw. zu den Überhitzern, Impulsleitungen für die Steuerventile der Hochdrucksicherheitsventile, Trommelschnellablass, Trommelabsalzung, diverse Messleitungen, Entlüftungen und die Fallrohre). Diese 32 Fallrohre wurden außerhalb des Dampferzeugers zu den unteren Sammlern der Verdampferheizflächen geführt.
Im hinteren Teil des oberen Totraumes waren die Austrittssammler des BÜ1, die Ein- und Austrittssammler des BÜ2, die Eintrittssammler des SÜ1 und die Austrittssammler des SÜ2 untergebracht. Des Weiteren befanden sich die beiden Mischrohre der Grundeinspritzung (jeweils links/rechts) zwischen BÜ1 und SÜ1 und die beiden Mischrohre der Feineinspritzung (jeweils links/rechts) zwischen SÜ2 und BÜ2 im hinteren Teil. Auch die Speisewasserleitungen vom Speisewasservorwärmer zur Dampferzeugertrommel führten durch diesen hinteren Totraum. Von den Austrittsammlern des BÜ2 wurden die Frischdampfleitungen (links/rechts) des Dampferzeugers aus dem Totraum herausgeführt. Außerhalb befanden sich jeweils links und rechts an den Frischdampfleitungen zwei Abgänge zu den Hauptventilen der vier hilfsgesteuerten Hochdrucksicherheitsventile.
Im oberen Teil des zweiten Zuges war der zweistufige Speisewasservorwärmer installiert. Jede Stufe war in acht Pakete unterteilt (vier Pakete gehörten zur linken Seite, vier Pakete gehörten zur rechten Seite). Das Speisewasser gelangte über eine Druckleitung, die sich außerhalb des Kessels aufteilte, links und rechts in die erste Stufe des Speisewasservorwärmers. Nach der ersten Stufe erfolgte eine Kreuzung der Speisewasserleitungen von links nach rechts bzw. von rechts nach links.
Im unteren Teil des zweiten Zuges (am Kesselende) war der Luftvorwärmer eingebaut. Der Bauart nach war er ein Röhrenluftvorwärmer, unterteilt in drei Stufen in liegender Ausführung. Er hatte die Aufgabe, die für die Verbrennung notwendige Luft vorzuwärmen. Diese vorgewärmte Luft wurde über Luftkanäle und entsprechenden Brennerheißluftklappen den Kohlestaubbrennern zugeführt. Im Bedarfsfall konnte mit der vorgewärmten Luft über Mühlenheißluftklappen die Temperatur der Mühlen nach unten beeinflusst werden. Jeder Mühle war eine Heißluftklappe zugeordnet.
Die Bereitstellung der notwendigen Verbrennungsluft erfolgte über zwei Frischlüfter (Radiallüfter). Zu jedem Frischlüfter gehörte eine Kalorifereneinheit. Diese Kaloriferen sind Wärmeübertrager und wurden aus dem 4,8-bar-Netz des IKW versorgt.
Die Kalorifere sollten Taupunktunterschreitungen des Rauchgases an der ersten Stufe des Luftvorwärmers verhindern. Die zur Verbrennung notwendige vorgewärmte Luft wurde den Kohlestaubbrennern, die als Flachbrenner ausgeführt waren, zugeführt.
Als Feuerungsart kam die 4-Mühleneckfeuerung zum Einsatz. Die für die Feuerung notwendige Kohle wurde pro Dampferzeuger in vier Bunkertaschen (pro Kohlemühle eine Bunkertasche) mit einem Fassungsvermögen von ca. 150 t gelagert und über Überleitkästen den Plattenzuteilern zugeführt. Über diese Plattenzuteiler (pro Kohlemühle ein Zuteiler) gelangte die Kohle zum Kohleeinfallschacht, der in die Rauchgasrücksaugung mündete. Über den Rauchgasrücksaugungskanal saugte die Mühle heiße Rauchgase aus dem Feuerraum an, die sowohl als Schutzgas gegen Verpuffungen (Inertgas) als auch zur Vortrocknung der Kohle dienten.
In der Kohlemühle wurde die Kohle thermisch und mechanisch zerkleinert, in einem Schwerkraftsichter gesichtet (zu große Kohlestücke gelangen per Schwerkraft wieder in den Mühlenraum) und über den Staubkanal und Hosenstück den Kohlestaubbrennern zugeführt. Jede Mühle hatte einen Doppelbrenner mit zwei dazugehörigen Heißluftkanälen und Brennerheißluftklappen.
Als Zündeinrichtung oder als Stützfeuer standen vier Gasbrenner zur Verfügung.
Die Abführung der Rauchgase aus dem Dampferzeuger übernahmen zwei Saugzüge. Vor den Saugzügen befanden sich unterhalb des Luftvorwärmers drei Schwerkraftabscheider. Diese sollten einen Teil der im Rauchgas enthaltenen Flugasche (bei Braunkohlestaubfeuerung ca. 90 % der Gesamtasche) abscheiden. Dem Schwerkraftabscheider schloss sich die Elektrofilteranlage an. In ihr wurde der größte Teil der noch vorhandenen Flugasche herausgefiltert. Danach wurden die Rauchgase über die Saugzüge dem Schornstein zugeführt.
Zur Abführung größerer Asche- und Schlacketeile (ca. 10 %) befand sich unter dem Feuerraum des Dampferzeugers ein Kratzband.
Des Weiteren gehörten zur Dampferzeugeranlage noch Einrichtungen zur Reinigung des Feuerraumes, Speisevorrichtungen und eine umfangreiche Fülle von Armaturen bzw. Mess-, Regel-, Sicherheits- und Warneinrichtungen.

##### Technische Daten
- Maximale Dampfdauerleistung – 420 t/h
- Ständige Überlast – 450 t/h
- Genehmigungsdruck – 137 bar
- Druck nach HD-Überhitzer – 117 bar
- Heißdampftemperatur nach BÜ1 – 410 °C
- Heißdampftemperatur vor SÜ1 – 410 °C
- Heißdampftemperatur nach SÜ1 – 450 °C
- Heißdampftemperatur vor SÜ2 – 436 °C
- Heißdampftemperatur nach SÜ2 – 510 °C
- Heißdampftemperatur vor BÜ2 – 510 °C
- Heißdampftemperatur nach BÜ2 – 535 °C
- HD-Kühlung mit 1. Einspritzung vor SÜ1 – Grundeinspritzung
- HD-Kühlung mit 2. Einspritzung vor SÜ2 – Grobeinspritzung (ca. 10 t/h)
- HD-Kühlung mit 3. Einspritzung vor BÜ2 – Feineinspritzung (ca. 5 t/h)
- Speisewassertemperatur vor HDV – 150 °C (Temperatur Polsterdampf Speisewasserbehälter)
- Speisewassertemperatur nach HDV – 236 °C
- Speisewassertemperatur vor Eco – 236 °C
- Temperatur Luft nach Luvo – 290 °C
- Rauchgastemperatur vor Gitter – 780 °C
- Rauchgastemperatur vor Eco – 550 °C
- Rauchgastemperatur vor Luvo – 314 °C
- Rauchgastemperatur am Dampferzeugerende (2. Zug) – 170 °C
- Heizflächenauslegung Verdampferheizfläche – 3750 m²
- Heizflächenauslegung Überhitzerfläche (Strahlungsüberhitzer) – 1420 m²
- Heizflächenauslegung Überhitzerfläche (Berührungsüberhitzer) – 3035 m²
- Heizflächenauslegung Speisewasservorwärmer – 5520 m²
- Heizflächenauslegung Luftvorwärmer – 19260 m²
- Füllmengen Speisewasservorwärmer – 25 m³
- Füllmengen Verdampferteil – 150 m³
- Füllmengen Überhitzer – 40 m³
- Füllmengen Trommel – 28 m³
- Kohlemühlentyp – je vier NV 50 (Nassventilatormühlen mit 50 t/h Durchsatz)
- Rauchgastemperaturen vor Mühle – max. 700 °C
- Rauchgastemperaturen nach Mühle mit Kohledurchsatz – max. 180 °C (Sichtertemperatur)
- Brennerart – Flachbrenner
- Brenneranordnung – Register
- Anzahl der Brenner – vier Doppelbrenner
- Zündbrennerart – Gasbrenner
- Anzahl der Gasbrenner – vier Stück

### Schornstein
|           | Altkraftwerk | Neubau            |
| --------- | ------------ | ----------------- |
| Höhe in m | 300 1        | nicht vorhanden 2 |

1 Zum Bauzeitpunkt der höchste Massivbau der DDR (diente als Testobjekt für den Berliner Fernsehturm) und war zum Rückbautermin das höchste gesprengte Bauwerk in Europa. Der untere Schornsteinschaft wurde aus Stahlbeton in Kletterschalung ausgeführt. Ab einer Höhe von 44,7 m erfolgte erstmals bei einem 300 m Schornstein die Bauweise mittels Gleitschalung. Das innen liegende zylindrische Rauchrohr aus Schamotte wurde alle 50 m ringförmig im Schornsteinschaft geführt. Die Höhenausdehnung war durch Gleitführungen gewährleistet. Zwischen Schornsteinschaft und Rauchrohr führte ein ALPICA-Aufzug bis auf die Höhe von 250 m. Die restlichen 50 m mussten für Kontrollen am Schornsteinkopf außen bestiegen werden.
2 Die gereinigten Abgase werden durch Ausnutzung der Kühlturmkonvektion über die beiden 174,5 m hohen Kühltürme an die Umwelt abgegeben.

### Turbine
|                         | Kond                             | IKW                                                                              | Neubau                           |
| ----------------------- | -------------------------------- | -------------------------------------------------------------------------------- | -------------------------------- |
| Anzahl                  | 4                                | 2+2                                                                              | 2                                |
| Typ                     |                                  | P 50-130 und PR-50-111/38/5                                                      |                                  |
| Bauart                  | 3-gehäusige Kondensationsturbine | 1-gehäusige Entnahme-Kondensationsturbine 2-gehäusige Entnahme-Gegendruckturbine | 5-gehäusige Kondensationsturbine |
| Druck v. HD-Teil in bar | 128                              | 115                                                                              | 259,5                            |
| Temp. v. HD-Teil in °C  | 530                              | 530                                                                              | 550                              |
| Druck v. MD-Teil in bar | 30                               | ohne Zwischenüberhitzung                                                         | 50                               |
| Temp. v. MD-Teil in °C  | 530                              | ohne Zwischenüberhitzung                                                         | 582                              |
| Nenndrehzahl in min−1   | 3000                             | 3000                                                                             | 3000                             |
| FD-Menge in t/h         | 320                              | 250 (Entnahmekondensationsturbine) 420 (Entnahmegegendruckturbine)               | 2420                             |

#### Entnahmekondensationsturbine
Der Typ P 50-130/5 ist eine Entnahme-Kondensationsturbine aus der 50-MW-Industriedampfturbinen-Baukastenreihe des VEB Bergmann-Borsig/Görlitzer Maschinenbau. Diese Turbinen (Turbosatz 7 und 8) sind speziell für den Einsatz in Industriekraftwerken entwickelt. Wärmeelastisches Verhalten, automatisierter An- und Abfahrprozess bei Eignung zum täglichen An- und Abfahren gestattete einen optimalen Kraftwerksbetrieb auch bei Übergangszuständen für die Wärme- und Stromerzeugung. Die Maschinen waren eingehäusig ausgeführt und mit wärmeelastischen, radialen Abdichtungen versehen.
Alle Hilfsanlagen wurden in Montageblöcken vereinigt. Der Kondensator war als Kastenkonstruktion ausgeführt. Die hydraulische Turbinen-Einheitsregelung wurde zur Brandschutzsicherheit mit Wasser als Regelflüssigkeit betrieben.
- Entnahmedruck normal – 5 bar
- Einsatzbereich – 4–7 bar
- Anzahl der Anzapfungen – 5
- Kühlwassertemperatur – 28–40 °C
- HD-Teil – 7 stufige Ausführung
- ND-Teil – 6 stufige Ausführung
- Turbinenlager – 8 Traglager / 1 Klotzlager
- Kritischer Drehzahlbereich – zwischen 1050 und 2000/min; Drehfrequenz ist gleich der Eigenfrequenz des Laufzeuges und es entstehen durch Resonanz gefährliche Vibrationen – dieser Drehzahlbereich ist beim Anfahren schnell zu durchlaufen

In der Projektierungsphase für die Turbosätze 7 und 8 des IKW entschied man sich für eine wasserhydraulische Einheitsregelung der Firma VEB Bergmann Borsig / Görlitzer Maschinenbau. Ausschlaggebend für den Einsatz dieser Regelung war unter anderem die Lieferung und Inbetriebnahme einer 57/62-MW-Heizgegendruckturbine für das Kraftwerk Naistenlahti in Tampere (Finnland) durch VEB BB/GMB.
Die wasserhydraulische Einheitsregelung ist eine hydrodynamische Regelung, die nach dem Zulauf-Ablauf-Prinzip arbeitet und einen weitestgehend reibungs- und verschleißfreien Aufbau hatte. Da Wasser als Regelflüssigkeit verwendet wurde, ist eine Brandgefahr ausgeschlossen. Die Anlage bestand aus vier Grundbausteinen und mehreren Zusatzbausteinen für besondere Regelaufgaben. Ergänzt wird diese Regelung durch ein einheitliches Sicherheitssystem.
Was sprach für den Einsatz einer wasserhydraulischen Regelung gegenüber einer ölhydraulischen Regelung?

##### Vorteile
- Die Regelung ist absolut brandsicher, die mit dieser Regelung ausgestatteten Turbinen waren die brandsichersten der Welt.
- Kein erhöhter Verschleiß gegenüber ölhydraulischen Regelungen.
- Keine Verringerung der Funktionstüchtigkeit.
- Verbesserung der Arbeiten bei Montage, Prüfung, Einstellung und Wartung.
- Besonders ausgebildete Schmierölversorgung mit folgenden Hauptkennzeichen:
  - Minimiertes Schmierölvolumen.
  - Zusammenfassung aller für die Lagerölversorgung notwendigen Aggregate zu einem Schmierölblock.
  - Entfernen des Schmierölblockes von der Turbine und eine separate Aufstellung nach baulichen Gegebenheiten.
  - Keine turbinenwellengetriebene Hauptölpumpe.
  - Anstelle der Hauptölpumpe traten elektrische Pumpen im Schmierölblock.
  - Notölversorgung erfolgte über einen turbinenwellengetriebenen Notölkreisel.
  - Abschirmung sämtlicher Ölleitungen gegenüber Heißteilen.

##### Nachteile
- Wasser ist durch den in ihm gelösten Sauerstoff aggressiv und lässt Stahl korrodieren.
- Wasser ist dünnflüssiger als Öl.
- Wasser besitzt so gut wie keine Schmierfähigkeit.

##### Konstruktive Merkmale
- Regelungs- und Ölsystem wurden getrennt aufgebaut.
- Anstelle des unter hohem Druck stehenden Öles wird Wasser (Kondensat) verwendet, das eine zentrale Wasserversorgung liefert. Vermeidung aufeinander gleitender Teile wie Kolben, Buchsen und Bolzengelenke im Übertragungssystem.
- Verwendung von Steuerelementen, deren Steuerkanten bzw. Steuerflächen durch konstruktive Maßnahmen berührungs- oder relativbewegungsfrei angeordnet sind (Düse-Prallplattesystem).
- Verwendung von Weichpackungen zur Abdichtung von Zylinderräumen bei Kraftkolben und Kraftkolbenspindeln von Stellmotoren.
- Verwendung nichtrostender Materialien.

Unter Beachtung dieser Voraussetzungen wurden die Erfahrungen mit ölhydraulischen Regelungen genutzt. Auch die Grundkonzeption mit den standardisierten Bausteinen (Regelblock, Universalmesswerk, Rechenwerk und Stellmotor) wurden beibehalten.
1. Baustein – Regelblock
Im Regelblock sind Elemente der Regelung und Ölversorgung vereinigt. In diesem Block wirkt Öl bis zu den Trenneinrichtungen. Es hat die Aufgabe, das Drehzahlsignal und Signale für das Turbinensicherheitssystem zu bilden. Der Regelblock besteht aus einem zylinderförmigen Gehäuse, das eine kleine Notölpumpe (Impeller), die das Drehzahlsignal erzeugt, sowie den Überdrehzahlschalter und die Drucklagersicherung aufnimmt. Der Reglerblock wurde an das Außenlager der Turbine angeflanscht und mit der Turbinenwelle gekuppelt.
2. Baustein – Universalmesswerk
Das Universalmesswerk ist ein Mess- und Übertragungsglied. Es hat die Aufgabe, Drücke zu messen und in eine dem nachgeschalteten Gerät entsprechende Größe umzuwandeln. Das Messwerk besteht aus zwei Hauptteilen (Messeinrichtung und Verstelleinrichtung). Der auf den Faltenbelag wirkende Eingangsdruck ist je nach Verwendungszweck des Bausteines entweder der Entnahmedruck, der Gegendruck oder das vom Regelblock kommende Drehzahlsignal.
3. Baustein – Rechenwerk
Das Rechenwerk ist ein proportional wirkendes Übertragungsglied, das sowohl eine Signalverstärkung als auch eine Signalmischung, unter Einhaltung der notwendigen Entkopplungen, bei Mehrfachregelungen ermöglicht. Das Rechenwerk besteht aus einem Gehäuse, das einen Hebel enthält, auf den ein Faltenbelag und eine Druckfeder wirkt. Der Hebel steuert je nach Turbinenart ein bis drei Abläufe in Abhängigkeit vom Universalmesswerk kommenden Signal und erzeugt dadurch entsprechende Ausgangssignale.
4. Baustein – Stellmotor
Der Stellmotor ist ein Druck-Wegeumformer, der dem Rechenwerk nachgeschaltet ist. Er dient der Betätigung der Regelventile, wobei zu jedem Regelventil ein Stellmotor gehört. Der Stellmotor besteht aus dem Steuerteil und dem Kraftteil. Durch verschiedene Rückführfedern und Anschläge im Steuerteil wird das gewünschte Verhältnis zwischen dem vom Rechenwerk kommenden Eingangssignal und dem Ventilhub erzielt.

#### Entnahmegegendruckturbine
Der Typ PR-50-111/38/5, eine zweigehäusige Entnahme-Gegendruckturbine, stellte auf Grund hoher Entnahmedampfmengen eine Spezialkonstruktion dar. Diese Turbinen (Turbosatz 5 und 6) für das IKW-Kraftwerk wurden von der Firma VEB Bergmann-Borsig (BB)/Görlitzer Maschinenbau (GMB) konstruiert und gefertigt. Die Turbine ist für den Einsatz in Industriekraftwerken entwickelt und hatte sich in langjährigen Betriebseinsatz bewährt. Die Maschinen waren in hohem Maße wärmebeweglich gestaltet und mit dem bewährten System der hydraulischen BB/GMB-Einheitsreglung ausgerüstet.
- Nennentnahmedruck – 38 bar
- Regelbereich – 36-40 bar
- Anzahl der Anzapfungen – 1
- Nenngegendruck – 5 bar
- Regelbereich – 4–7 bar
- HD-Teil – 9-stufige Ausführung (1. Stufe als Curtisrad ausgelegt)
- ND-Teil – 8-stufige Ausführung
- Turbinenlager – 10 Traglager / 1 Klotzlager
- Kritischer Drehzahlbereich – zwischen 1100 und 1750/min: der Drehzahlbereich, wo sich die Welleneigenschwingung mit der Drehzahl (= Frequenz) überschneidet und es zu unerwünschten Resonanzen kommt. Dieser Bereich muss beim Anfahren schnell überfahren werden, sonst kommt es zu erhöhter Wellenschwingung, was bis zur mechanischen Zerstörung des Läufers bzw. der Lager führt.

Die Dampfströmung einer Entnahmegegendruckturbine ist analog der einer Entnahmekondensationsturbine, nur dass der Dampf aus dem Niederdruckteil nicht in einen Kondensator strömt, sondern einer weiteren Verwendung zugeführt wird.
Der Drehzahlregler einer Entnahmegegendruckturbine wird nur zum Anfahren des Turbosatzes gebraucht und nach Inbetriebnahme des Entnahme- und Gegendruckreglers ausgeschaltet. Das bedeutet, dass die Drehzahl der Maschine von dem elektrischen Netz bestimmt wird, mit dem sie synchron läuft.
Das Primäre ist die Reglung der Dampfdrücke. Die elektrische Leistung ist von ihnen abhängig. Bei diesem Turbinentyp verstellen die Faltbeläge der Druckregler sogenannte Prallplatten, durch die die Aufblenden gesteuert werden. Arbeiten auf ein Dampfnetz mehrere derartige Turbinen, so werden die Regelimpulse nicht direkt von den Dampfleitungen entnommen, sondern erst von Druckmesswandlern umgeformt. Damit soll verhindert werden, dass mehrere Druckregler in einem Dampfnetz gleichzeitig arbeiten. Von den Druckmesswandlern werden die Impulse an die einzelnen Turbinen weitergegeben. Der Gegendruckregler beeinflusst Hoch- und Niederdruckventile gleichsinnig, während der Entnahmedruckregler nur die Hochdruckventile beeinflusst. Mit einer Änderung der einzelnen Dampfmengen ist also auch immer eine Änderung der elektrischen Leistung verbunden. Die Sicherheitseinrichtungen für die Turbine sind die gleichen wie bei der Entnahmekondensationsturbine, nur dass hier die Kondensatordrucksicherung entfällt. Hinzu kommt eine Verriegelung zum Generatorschutz, der bei elektrischer Überlastung des Generators auf den Gegendruckregler wirkt und die Maschine entlastet.

### Generator
|                       | Kond            | IKW             | Neubau      |
| --------------------- | --------------- | --------------- | ----------- |
| Anzahl                | 4               | 4               | 2           |
| Hersteller            | Bergmann-Borsig | Bergmann-Borsig | ABB         |
| Typ                   | H 125 × 10,5    | H 58,8 × 10,5   | 50WT25E-158 |
| Scheinleistung in MVA | 125             | 58,8            | 1167        |
| Schaltung             | Stern           | Stern           | Stern       |
| Spannung in kV        | 10,5            | 10,5            | 27          |
| Strom in kA           |                 | 3,235           | 24,954      |
| cos phi               |                 | 0,85            | 0,8         |
| Erregerspannung in V  |                 | 180             | 757         |
| Erregerstrom in A     |                 |                 | 6001        |
| H2-Überdruck in bar   |                 | 0,29            | 5           |
| Masse Stator in t     |                 | 105             | 430,3       |
| Masse Rotor in t      |                 | 23              | 93,6        |
| Frequenz in Hz        | 50              | 50              | 50          |
| Drehzahl in min−1     | 3000            | 3000            | 3000        |
| Kühlung               | H2/H2O          | H2              | H2>/H2O     |

### Maschinentransformator
|                            | Kond     | IKW            | Neubau      |
| -------------------------- | -------- | -------------- | ----------- |
| Anzahl                     | 4        | 4              | 4 1         |
| Typ                        |          | KDRF 63001/110 | TWSM / KDOR |
| Scheinleistung in MVA      | 125      | 63             | 1100        |
| Art                        |          | LT/R           | LT/R        |
| Schaltung                  | Yd5      | Yd5            | YNd5        |
| max. Kurzschlussdauer in s |          | 10             | 8           |
| Masse in t                 |          | 87             | 550 / 555   |
| Ölmasse in t               |          | 21             | 92,5 / 102  |
| Schaltwerk in Stufen       | 19       | 19             | 27          |
| Übersetzung in kV          | 10,5/220 | 10,5/110       | 27/410      |

1 Parallelschaltung zweier Transformatoren je Block

### Kühlturm
|                            | Altkraftwerk          | Neubau                |
| -------------------------- | --------------------- | --------------------- |
| Anzahl                     | 2 1                   | 2 2                   |
| Bauart                     | Naturzug-Nasskühlturm | Naturzug-Nasskühlturm |
| Kühlwasserdurchsatz in t/h | 36000                 | 84600                 |
| Höhe in m                  | 113,2                 | 174,5                 |

1 Errichtet mit einer hydraulisch betriebenen Gleitschalung bei laufenden Vortrieb. Zum damaligen Zeitpunkt eine ingenieurtechnische Glanzleistung durch die bauausführende SBKM Kühlturmbau Leipzig, da weltweit erstmals angewandt. Als höchste Leistung wurden 1,5 m Vortrieb in 24 Stunden erreicht.
2 Durch die beiden Kühltürme werden auch die Abgase abgeführt.